# San Roque (Kolumbia)
San Roque – miasto w Kolumbii, w departamencie Antioquia.